# Musée du chemin de fer de Nairobi
Le musée du chemin de fer de Nairobi (Kenya) présente du matériel ferroviaire ayant appartenu, pour la plupart, à la défunte compagnie East African Railways and Harbours Corporation.

## Histoire
C'est en 1971 que la East African Railways and Harbours Corporation décide de sauvegarder et d'exposer sur un terrain annexe de la gare centrale de Nairobi du matériel déclassé lui appartenant.
Depuis la privatisation du réseau de la Kenya Railways Corporation en 2006, le musée est géré par les musées nationaux du Kenya.

## Accessibilité
- Situation : Station road, à l'ouest de la gare centrale.
- Ouverture : tous les jours de 8 h 45 à 16 h 45.
- Stationnement : petit parc de stationnement devant l'entrée.
- Transport en commun : lignes de bus et de matatu no  1, 2, 3, 4W, 8, 46 et 111. Arrêt Railway terminus.
- Personnes à mobilité réduite : aucune facilité.

## Collections
Outre l'exposition de matériel de transmission, de meubles, de vaisselle, de photos anciennes, d'un réseau fonctionnel de train miniature, le musée présente du matériel roulant composé de voitures et de locomotives à vapeur dont trois sont opérationnelles et participent périodiquement à des excursions touristiques.
Une des attractions est la voiture-salon no 13. C'est dans cette voiture que le superintendant Charles Henry Ryall fut tué, puis son corps emporté dans la savane, par un lion dans la soirée du 6 juin 1900 alors que le train stationnait en gare de Kima (1° 57′ 35″ S, 37° 15′ 32″ E).
Le musée comporte aussi une petite section « archives ». Celles-ci sont consultables par demande de rendez-vous écrite au conservateur.

### Locomotives à vapeur
| compagnie                       | numéro | photo | nom                   | fabricant            | type               | classe Whyte | numéro EAR&H | statut         |
| ------------------------------- | ------ | ----- | --------------------- | -------------------- | ------------------ | ------------ | ------------ | -------------- |
| chemin de fer de l'Ouganda      | 327    |       |                       | Vulcan Foundry       | prairie            | 2-6-2T       | EAR 1127     | exposée        |
| chemin de fer de l'Ouganda      | 87     |       | Karamoja              | Beyer-Peacock        | Garraat            | 4-8-4+4-8-4  | EAR 5711     | exposée        |
| chemin de fer de l'Ouganda      | 2401   |       |                       | Vulcan Foundry       | twelve wheel       | 4-8-0        |              | exposée        |
| chemin de fer de l'Ouganda      | 2409   |       |                       | Vulcan Foundry       | twelve wheel       | 4-8-0        |              | opérationnelle |
| chemin de fer de l'Ouganda      | 5505   |       |                       | Beyer-Peacock        | Garraat            | 4-8-2+2-8-4  |              | exposée        |
| chemin de fer de l'Ouganda      | 393    |       |                       | Nasmyth Wilson (en)  | adriatic           | 2-6-4T       | EAR 1003     | exposée        |
| chemin de fer du Tanganyika     | 301    |       |                       | Beyer-Peacock        | twelve wheel       | 4-8-0        | EAR 2301     | exposée        |
| chemin de fer de l'Est africain | 1315   |       |                       | North British        | mountain           | 4-8-4T       |              | exposée        |
| chemin de fer de l'Est africain | 2921   |       | Masai of Kenya        | North British        | mikado             | 2-8-2        |              | exposée        |
| chemin de fer de l'Est africain | 3020   |       | Nyaturu               | North British        | Berkshire          | 2-8-4        |              | opérationnelle |
| chemin de fer de l'Est africain | 3123   |       | Bavuma                | Vulcan Foundry       | Berkshire          | 2-8-4        |              | exposée        |
| chemin de fer de l'Est africain | 5918   |       | Mount Gelai           | Beyer-Peacock        | mountain articulée | 4-8-2+2-8-4  |              | opérationnelle |
| chemin de fer de l'Est africain | 5930   |       | Mount Shengena        | Beyer-Peacock        | mountain articulée | 4-8-2+2-8-4  |              | exposée        |
| chemin de fer de l'Est africain | 6006   |       | Sir Harold MacMichael | Société Franco-Belge | Governor (en)      | 4-8-2+2-8-4  |              | exposée        |
| compagnie Magadi Soda (en)      |        |       | Hugh F Marriott       | W.G. Bagnall (en)    | four wheel         | 0-4-0ST      |              | exposée        |

### Locomotives diesel
| compagnie                       | numéro | photo | nom | fabricant            | transmission | classe Whyte | numéro EAR&H | statut          |
| ------------------------------- | ------ | ----- | --- | -------------------- | ------------ | ------------ | ------------ | --------------- |
| chemin de fer de l'Est africain | 3205   |       |     | Fowler (en)          | mécanique    | 0-6-0        |              | en restauration |
| chemin de fer de l'Est africain | 3505   |       |     | Barclay (en)         | hydraulique  | 0-6-0        |              | en restauration |
| chemin de fer de l'Est africain | 7901   |       |     | AEI Lister-Blackmore | électrique   | Co'Co'       |              | en restauration |
| Kenya Railways Corporation      | 8701   |       |     | English Electric     | électrique   | 1Co'Co1'     |              | en restauration |